# Сайкевич Петро
Сайкевич Петро (1898 — 1985) — політичний і громадський діяч родом з Радехівщини (Галичина), лікар, (псевдо — Белюнь).
Учасник визвольних змагань в УГА й Армії УНР, провідний діяч УВО (член Крайової Команди) і ОУН. В'язень польських тюрем і концентраційного табору в Березі Картузькій.

## Біографія
Народився у селі Сеньків Радехівського повіту на Львівщині.
У 1918 році був поручником і сотником Радехівського куреня УГА , одним з активних членів Групи Української Націоналістичної молоді, організації, що входила в число засновників ОУН.
Був крайовим провідником УВО. 1923 року прийняв присягу Романа Шухевича та Богдана Підгайного, а 1926 року організував вбивство польського освітнього куратора Станіслава Собінського. Викритий і заарештований польською поліцією в березні 1928 року.
У Дернівській церкві св. Микити відкрив важливу пам'ятку давньої української літератури – добірку інтермедій, виданих у 1930.
У листопаді 1927 Петро Сайкевич та Любомир Макарушка стали делегатами Крайової Команди УВО (Львів) на 1-ій Конференції Українських Націоналістів у Берліні.
Після "замордування польською поліцією сотн. Ю. Головінського" Сайкевич призначений ПУН крайовим провідником ОУН на західно-українських землях (ЗУЗ) у грудні 1930 р. Колишній чотар УГА П. Сайкевич очолив ОУН із завданням активізувати діяльність крайової ОУН, тому, прибувши під кінець 1930 на ЗУЗ, почав організовувати нову Крайову Екзекутиву ОУН-УВО з колишніх членів УВО, відомих йому як бувшому референтові Крайової Команди УВО. Пост свого заступника запропонував Романові Барановському. Проте конфлікт у системі УВО (одна особа мала б очолювати  УВО і ОУН на ЗУЗ) призвів до добровільної відставки Сайкевича з посади крайового команданта УВО.  
З 1948 року мешкав у Віндзорі (Канада).